# Nicola Cabibbo
Nicola Cabibbo (Roma, 10 de abril de 1935 - Roma, 16 de agosto de 2010) fue un físico italiano, conocido por sus trabajos sobre la interacción nuclear débil y el comportamiento de los quark extraños. Fue también presidente del Instituto Nacional de Física Nuclear (INFN) de Italia, de 1983 a 1992, y desde 1993, presidente de la Academia Pontificia de las Ciencias. Al fallecer era profesor del Departamento de Física de la Universidad de Roma "La Sapienza" y dirigía estudios e investigaciones sobre el retículo QCD y un proyecto de vector, en el ámbito del proyecto APEnext, capaz de ejecutar los cálculos requeridos por la teoría.

## Investigaciones físicas
Nicola Cabibbo obtuvo importantes resultados científicos en el campo de la física de las partículas, estudiando la interacción débil. Formuló, en 1963, la teoría válida para los procesos en que hay cambio de extrañeza, introduciendo el llamado ángulo de Cabibbo.
Sus estudios sobre las interacciones débiles, hechos para explicar el comportamiento de los
quark extraños, permitieron, gracias a la ampliación de la idea propuesta por él en 1963, formular la hipótesis de existencia de por lo menos tres familias de quark. Esta hipótesis fue utilizada para explicar, a través de la Matriz Cabibbo-Kobayashi-Maskawa (Matriz CKM), la violación de la simetría CP.
En 1973, Makoto Kobayashi y Toshihide Maskawa propusieron, utilizando la matriz CKM, una generalización multidimensional del modelo del ángulo de Cabibbo, a partir de la cual fue posible prever la existencia de seis diferentes sabores para los quark. Por ese trabajo, Kobayashi y Maskawa fueron laureados con el Nobel de Física, en 2008. Algunos físicos, especialmente los italianos, criticaron que el comitê del Nobel no incluyera a Cabibbo, por su contribución.
 Cabibbo prefirió no hacer comentarios al respecto.

## Biografía
Hijo de un abogado y de una ama de casa, vivió su infancia durante la Segunda Guerra Mundial, en la Roma ocupada. Muy pronto se interesó por la astronomía, la electrónica y las matemáticas.
Graduado en 1958, trabajó como investigador del INFN y después de los Laboratorios Nacionales de Frascati, en el período en que se estudiaban los anillos de acumulación (storage ring) de electrones y positrones, escribió un artículo, publicado en 1961, al cual sus colegas se refieren como "La Biblia" por contener los cálculos teóricos de todas las secciones de choque de los procesos de la Física de partículas conjeturados en la época.
Continuó su actividad como investigador en el CERN de Ginebra, inicialmente como fellow y después de 1963 en el Lawrence Berkeley National Laboratory, en Berkeley, California, como senior scientist. En el mismo período, publicó el artículo que lo hizo famoso en la comunidad científica. En 1963, envía al Physical Rewiev Letters el texto en que propuso el ángulo de Cabibbo, para explicar los cambios de sabor de los quark, durante las interacciones débiles. Este artículo fue el más citado, desde 1893 hasta 2003, por la Physical Review de American Physical Society, una de las más antiguas y respetadas publicaciones científicas del mundo.
En 1965, tras un período en la Universidad Harvard como profesor contratado, fue convidado por la Universidad de Aquila para enseñar Física Teórica. Al año siguiente, trabajó en la Universidad La Sapienza de Roma donde permaneció como profesor de Física Teórica hasta 1981, año en que se transfirió para la Universidad de Roma Tor Vergata, hasta 1993 cuando volvió a La Sapienza, como profesor de Física de partículas subatómicas.
Fue miembro del Instituto de Estudios Avanzados de Princeton (de 1970 a 1973) y profesor visitante de la Universidad de París VI - Pierre & Marie Curie (1977-1978), la Universidad de Nueva York (1980-1981), la Universidad de Siracusa (1986-1992) y nuevamente investigador del CERN (2003-2004).
De 1985 a 1993 fue presidente del INFN, y de 1993 a 1998, presidente del Ente per le Nuove Tecnologie, l'Energia e l'Ambiente - ENEA. Era socio de la Accademia Nazionale dei Lincei (Academia Nacional de los Linces), la academia científica más antigua de Europa, y era uno de los cinco científicos italianos miembros de la Academia Nacional de Ciencias de Estados Unidos. Desde 1986 era miembro y desde 1993 presidente, de la Academia Pontificia de Ciencias.